# نعيم بن حماد
نُعَيم بن حماد بن معاوية بن الحارث ابن همام بن سلمة بن مالك الخزاعي، المروزي (أبو عبد الله) (ت 228 هـ) محدث. ولد في مرو الرود، وأقام مدة في العراق والحجاز يطلب الحديث، ثم سكن مصر، ولم يزل فيها إلى أن حمل إلى العراق في خلافة المعتصم، وامتحن بخلق القرآن، فلم يجب وقيد، ومات في الحبس. له تصانيف وهو شيخ البخاري من المصريين.

## موقفه في المحنة
- قال محمد بن سعد: «طلب الحديث طلبًا كثيرًا بالعراق والحجاز، ثم نزل مصر فلم يزل بها حتى أشخص منها في خلافة أبي إسحاق بن هارون، فسئل عن القرآن، فأبى أن يجيب فيه بشيء مما أرادوه عليه، فحبس بسامراء، فلم يزل محبوسًا بها حتى مات في السجن في سنة ثمان وعشرين ومائتين ».[4]
- وقال أبو القاسم البغوي، وإبراهيم بن عرفة نفطويه، وابن عدي: «مات سنة تسع وعشرين ومائتين . زاد نفطويه: وكان مقيدًا محبوسًا؛ لإمتناعه من القول بخلق القرآن، فجر بأقياده، فألقي في حفرة، ولم يكفن، ولم يصل عليه، فعل به ذلك صاحب ابن أبي دؤاد، يعني: المعتصم».[5]
- وقال أبو بكر الطرسوسي: «أخذ نعيم بن حماد في أيام المحنة سنة ثلاث أو أربع وعشرين ومائتين، وألقوه في السجن، ومات في سنة تسع وعشرين ومائتين، وأوصى أن يدفن في قيوده، وقال: إني مخاصم».[6]

## في نقده
- روى له البخاري مقرونا بغيره، ولم يخرج له في الصحيح سوى موضع، أو موضعين أيضاً، وروى له مسلم في المقدمة موضعا واحدا فقط[7]
- كما قال عند الإمام الذهبي: | نعيم بن حماد | وأما نعيم فهو ثقة في نفسه، ولكنه كما قال الإمام الناقد الذهبي: لكنه لا تركن النفس إلى رواياته | نعيم بن حماد |[8]
- وقال يحي بن معين: يروى عن غير الثقات [9]
- وقال الإمام المحدث صالح جزرة عن نعيم: (وكان يحدث من حفظه، ولديه مناكير كثيرة لا يتابع عليها، سمعت يحيى بن معين سئل عنه فقال: ليس في الحديث بشئ، ولكنه صاحب سنة).
- وقال الإمام الذهبي: قلت لا يجوز لأحد أن يحتج به، وقد صنف كتاب (الفتن) فأتى به بعجائب ومناكير.[10]
- قال عنه ابن حجر: «صدوق، يخطئ كثيرًا، فقيه، عارف بالفرائض ، مات سنة ثمان وعشرين على الصحيح، وقد تتبع ابن عدي ما أخطأ فيه، وقال: باقي حديثه مستقيم[11]

## الهوامش
1. ↑  Virtual International Authority File (باللغات المتعددة), دبلن: مركز المكتبة الرقمية على الإنترنت, OCLC:609410106, QID:Q54919
2. ↑  شهاب الدين أبي العباس أحمد بن (1 يناير 2016). إرشاد الساري لشرح صحيح البخاري 1-15 ج15. Dar Al Kotob Al Ilmiyah دار الكتب العلمية. مؤرشف من الأصل في 2022-01-27.
3. ↑  خير الدين الزركلي (2002)، الأعلام: قاموس تراجم لأشهر الرجال والنساء من العرب والمستعربين والمستشرقين (ط. 15)، بيروت: دار العلم للملايين، ج. الثامن، ص. 40، OCLC:1127653771، QID:Q113504685
4. ↑  التقريب (7215)
5. ↑  تهذيب الكمال (29/ 480)، وينظر: تاريخ بغداد (13/ 313 - 314)، وتاريخ دمشق (162/ 171)، ومحنة الإمام أحمد لابن الجوزي ص (483)
6. ↑  تاريخ بغداد (13/ 313)، وينظر: تهذيب الكمال (29/ 479 - 480)، والسير (10/ 610 - 612)، وتاريخ الإسلام (حوادث ووفيات 221 - 230 هـ)
7. ↑  الحافظ بن حجر في مقدمة فتح البارى (447)
8. ↑  (السير 10/600)
9. ↑  سير أعلام النبلاء 10/597
10. ↑  سير أعلام النبلاء(10ش/609).
11. ↑  تقريب التهذيب لابن حجر(7215)